# Joseph Heintz il Vecchio
Joseph Heintz il Vecchio (Basilea, 1564 – Praga, 1609) è stato un pittore svizzero.

## Biografia
Compì l'apprendistato a bottega da Hans Bock il Vecchio, dove prese l'ispirazione dalle opere di Hans Holbein il Giovane, e dal 1584 soggiornò in Italia, prima qualche anno solo a Roma, poi a Firenze e Venezia. Nel 1591 venne chiamato a Praga a corte di Rodolfo II, del quale divenne ritrattista ufficiale. Nel 1592-1596 fu di nuovo in Italia sotto la direzione dell'imperatore e dal 1608, fino alla morte, fu attivo tra Augusta e Praga.
Come i colleghi e amici Hans von Aachen e Bartholomeus Spranger, fu oltre che ritrattista un vivace pittore di soggetti mitologici e allegorie, influenzato dal manierismo italiano, anche se non alieno alle raffinatezze del Correggio e del Parmigianino: in tale ottica fa parte dei principali esponenti del manierismo internazionale delle corti all'inizio del XVII secolo. Creò anche soggetti religiosi, intensi e con elementi anticipatori del Barocco. Il suo stile più tipico mostra una certa tensione superficiale data dalla linea di contorno e forti contrasti di colori ottenuti tramite il ricorso a toni complementari.

## Alcune opere

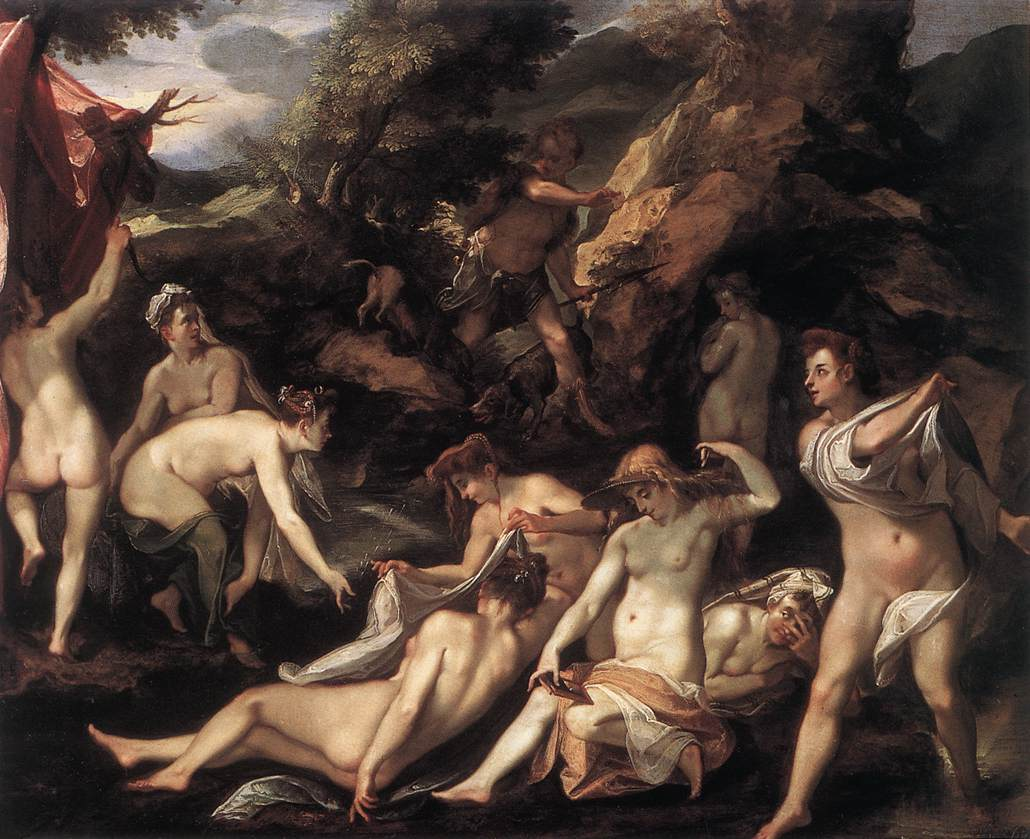
Diana e Atteone
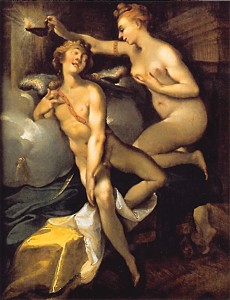
Amore e Psiche
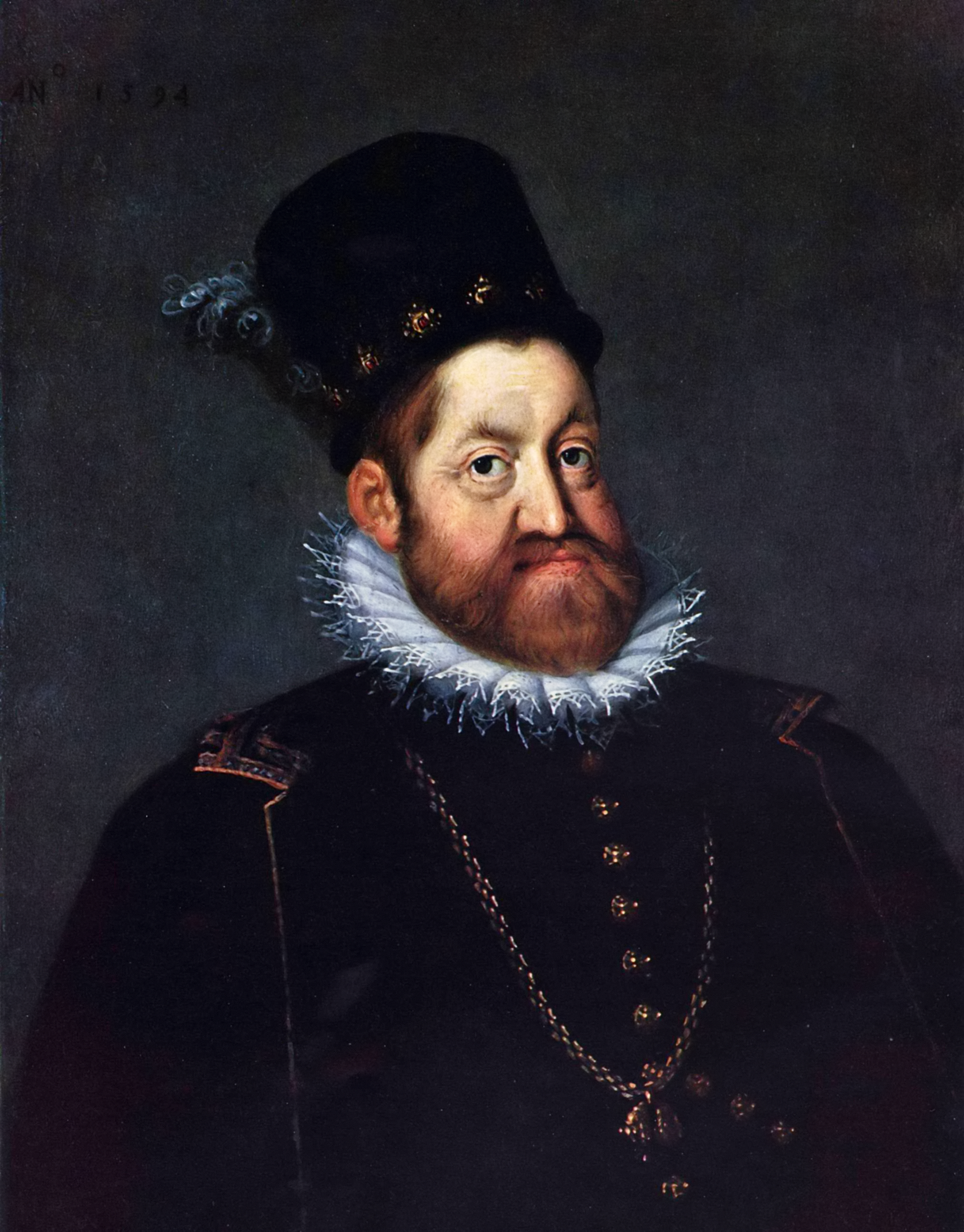
Ritratto di Rodolfo II
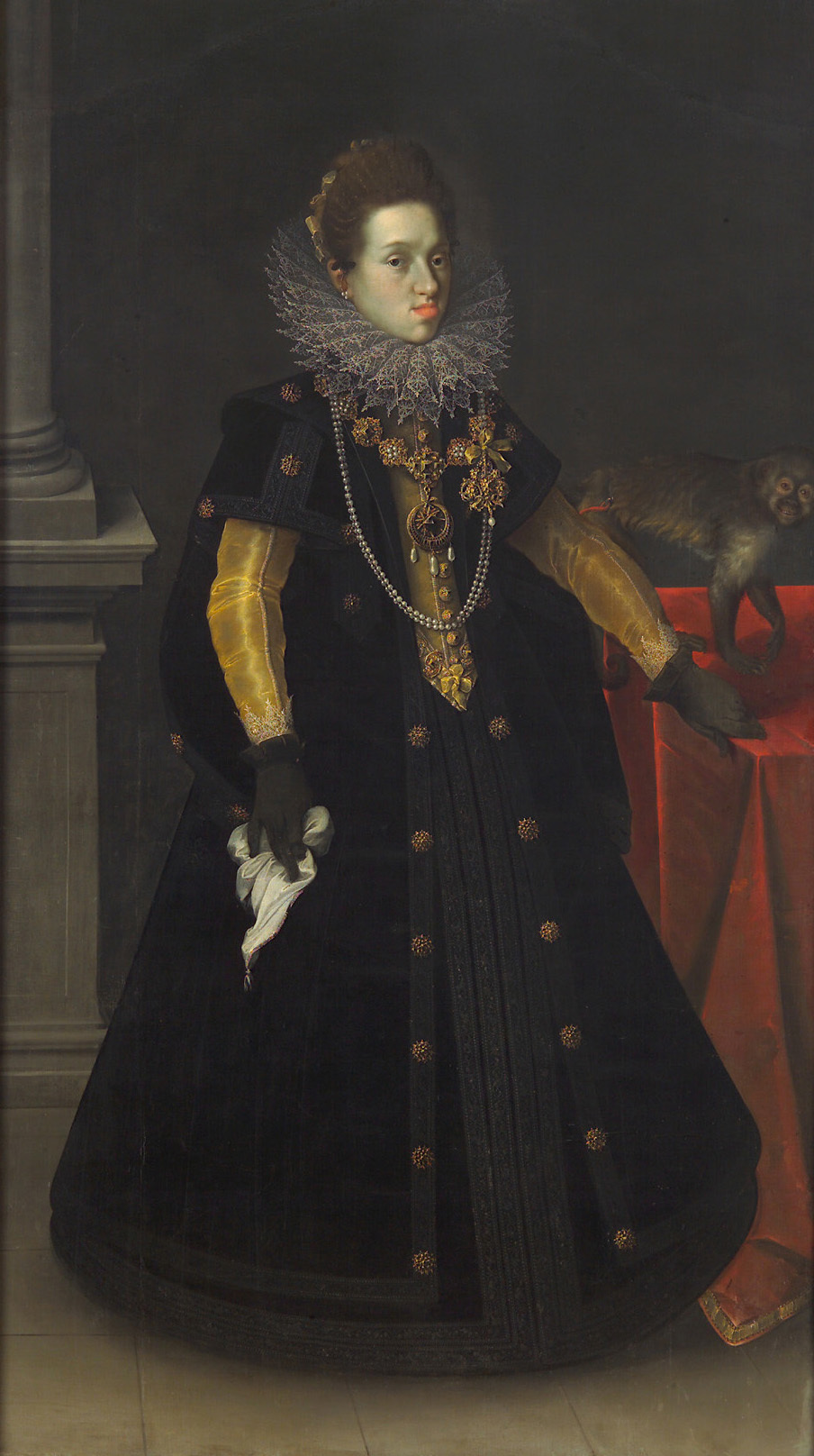
Ritratto di Maria Anna di Baviera